# Nicole Augereau
Pour les articles homonymes, voir Augereau (homonymie).
Nicole Augereau est une autrice de bande dessinée française née en 1972 à Cholet.

## Biographie
Nicole Augereau suit des études d'histoire.
En 2004, elle exerce comme professeur des écoles près de Poitiers et elle livre Tap-tap Haïti, qui s'inspire de son stage de deuxième année d'IUFM, effectué en 2001 à Port-au-Prince,.
Les éditions FLBLB proposent des flip books sur la vie de couple ; Grégory Jarry et Nicole Augereau prennent le parti de « recycle[r] des photos de famille prises en compagnie de leur fille Angèle ».
En 2016, elle publie Quand viennent les bêtes sauvages, qui lui vaut le prix spécial du jury de l'association Artémisia : il s'agit d'un « album sur Haïti et le destin de Manno Charlemagne ».
À partir de 2017, s'associant avec Grégory Jarry au scénario et Lucie Castel au dessin, elle co-écrit la série Voyages en Égypte et en Nubie de Giambattista Belzoni. Il s'agit d'une adaptation humoristique des carnets de voyage de l'égyptologue Giovanni Battista Belzoni, dit Giambattista Belzoni et de ceux de son épouse Sarah Belzoni. L'ouvrage fait l'objet d'une exposition à Angoulême début 2020. Le troisième volume est récompensé par le prix Château de Cheverny de la bande dessinée historique et figure dans la sélection pour le fauve d'or au Festival d'Angoulême 2021.

### Vie familiale
Nicole Augereau est fille de libraires. Elle est en couple avec le scénariste et cofondateur des éditions FLBLB Grégory Jarry.

## Œuvres
- Tap-tap Haïti (scénario et dessin), Éditions FLBLB, octobre 2004  (ISBN 2-914553-21-8)
- Quand viennent les bêtes sauvages (scénario, dessin et couleurs), éd. FLBLB, septembre 2016  (ISBN 978-2-357-61103-0)
- Voyages en Égypte et en Nubie de Giambattista Belzoni, co-scénarisé avec Grégory Jarry, dessin de Lucie Castel, éd. FLBLB

1. Premier voyage, 2017  (ISBN 978-2-357-61135-1)
2. Deuxième voyage, 2018  (ISBN 978-2-357-61147-4)
3. Troisième voyage, 2020  (ISBN 978-2-357-61183-2)

- Vent debout, avec Lucie Castel et Grégory Jarry, Delcourt, 2022  (ISBN 9782756074771)

## Prix et distinctions
- 2017 : prix Artémisia, prix spécial du jury pour Quand viennent les bêtes sauvages ;
- 2020 : prix Château de Cheverny de la bande dessinée historique, avec Grégory Jarry et Lucie Castel, pour Voyages en Égypte et en Nubie de Giambattista Belzoni. Troisième voyage[9].